# Гнилуша (Липецкая область)
Гнилу́ша — село в Задонском районе Липецкой области России. Административный центр Гнилушинского сельсовета.

## История
Возникло в начале XVII века как село с церковью. Отмечается в документах 1705 года. Название села — по ручью Гнилуше с застойной, «гнилой» водой. До 1924 года село территориально входило в состав Задонского уезда Воронежской губернии.

## Население
| 1859 | 1897  | 2010  |
| ---- | ----- | ----- |
| 1705 | ↗2534 | ↘1423 |

## Достопримечательности
Согласно постановлению главы администрации Липецкой области от 27 февраля 1992 года № 106 Троицкая церковь в селе Гнилуша является памятником архитектуры и объектом исторического и культурного наследия областного значения (объект № 4800000285). Также долгое время в лесу находилась могила лётчика времен второй мировой войны. Это место для жителей села было очень важным, и в 2017 году его перезахоронили на сельском кладбище.

## Транспорт
Имеется автобусное сообщение с Задонском и Липецком.